# نا ستينادليخ

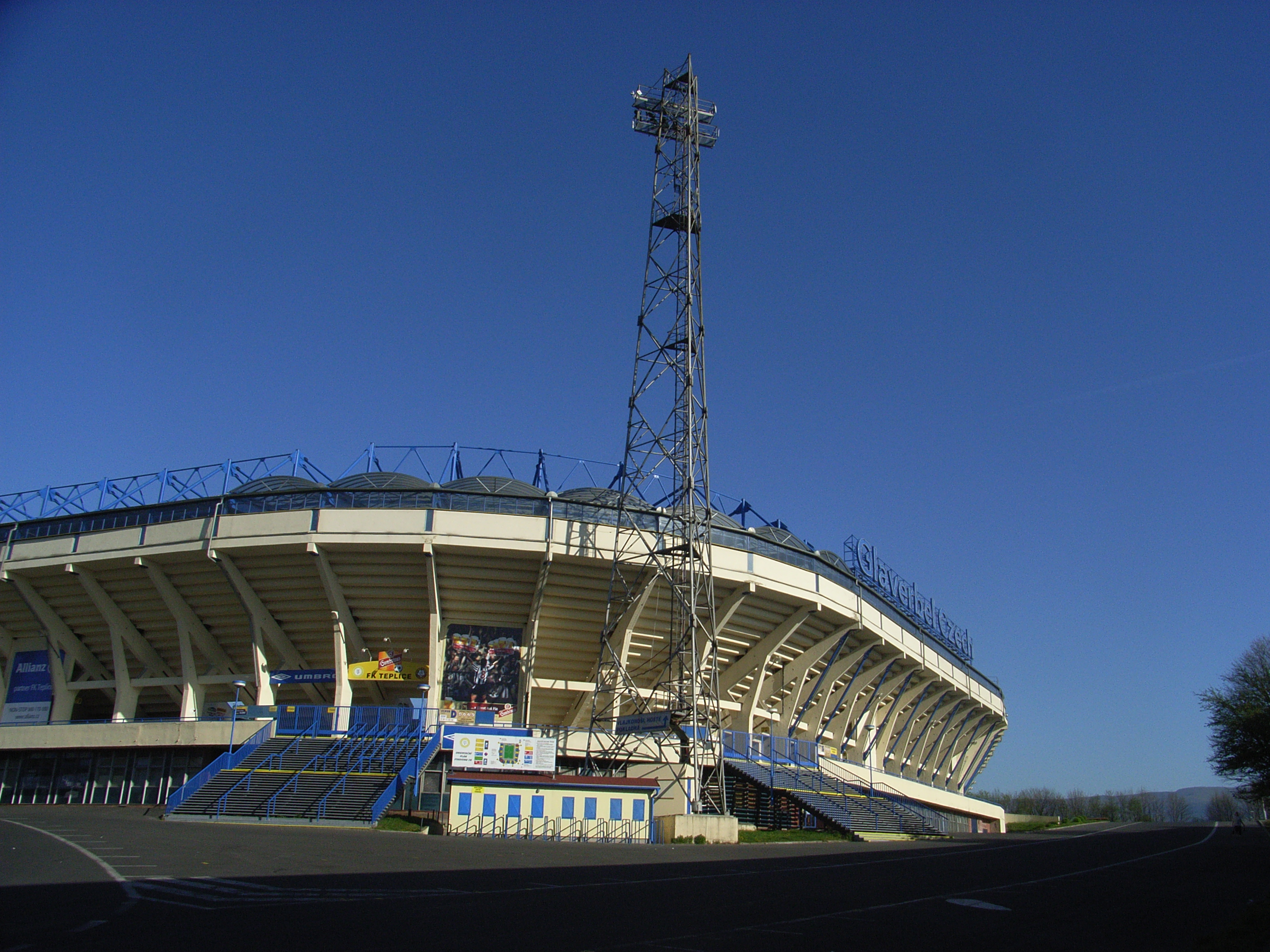

نا ستينادليخ هو ملعب متعدد الاستخدام يقع في مدينة تبليتسه التشيكية. غالباً ما يتم استخدامه لمباريات كرة القدم. يسع الملعب لجلوس 18,221 متفرج. يعتبر الملعب الرسمي الذي يخوض فيه نادي تبليتسه مبارياته. تم افتتاح الملعب في 9 مايو 1973.